# مرسدس-بنز کلاس-اس
مردسدس-بنز کلاس-اس (به انگلیسی: Mercedes-Benz S-Class) که قبلاً با نام Sonderklasse (به آلمانی به معنای کلاس ویژه با اختصار "S-Klasse") شناخته می‌شد، مجموعه ای از سدان‌ها و لیموزین‌های خودروی لوکس با اندازه بزرگ است که توسط شرکت خودروسازی مرسدس-بنز که زیر مجموعه کمپانی دایملر آگ است در کشور آلمان تولید شده‌است. ساخت خودروهای لوکس با نام مستعار پونتون از سال ۱۹۵۴ با مدل دبلیو۱۸۰ شروع شد و پس از آن سری فینتیل با مدل‌های دبلیو۱۱۰، دبلیو۱۱۱ و دبلیو۱۱۲ از سال ۱۹۵۹ تا ۱۹۷۱ تولید شدند اما نام‌گذاری کلاس-اس از سال ۱۹۷۲ با مدل دبلیو۱۱۶ رسماً معرفی شد که تاکنون مورد استفاده قرار می‌گیرد. پس از نسل اول که تا سال ۱۹۸۰ تولید می‌شد، نسل دوم با اتاق دبلیو۱۲۶ تا سال ۱۹۹۱ تولید و سپس نسل سوم با اتاق دبلیو۱۴۰ تا سال ۱۹۹۸ تولید و نسل چهارم با اتاق دبلیو۲۲۰ تا سال ۲۰۰۵ و نسل پنجم با اتاق دبلیو۲۲۱ تا سال ۲۰۱۳ و نسل ششم با اتاق‌های سی۲۱۷، 
دبلیو۲۲۲ و ای۲۱۷ (مدل کروک اتاق سی۲۱۷) از ماه ژوئن سال ۲۰۱۳ تا ماه سپتامبر سال ۲۰۲۰ در حال تولید بود. نسل هفتم با کد اتاق دبلیو۲۲۳ از دسامبر ۲۰۲۰ درحال تولید است.

## نام‌گذاری
مرسدس-بنز کلاس-اس، از بدو تولید تا سال ۱۹۷۲ به صورت رسمی با این نام شناخته نمی‌شد و از آن سال به بعد، این رده تولیدات سدان لوکس مرسدس-بنز با نام کلاس-اس یا S-Class معرفی شدند. نام‌گذاری تیپ‌های مختلف بنز کلاس اس از دهه ۷۰ میلادی و با ورود اتاق دبلیو۱۱۶ به بازار بر اساس ترکیب اعداد و حروف مشخص می‌شد. به عنوان مثال مدل ۲۸۰اس نشان دهنده حجم موتور خودرو (برحسب سانتی‌لیتر) و با پسوند کلاس خودرو (کلاس-اس) در قالب یک نشان سمت چپ در صندوق عقب نقش می‌بست. حال اگر با نشان ۳۵۰اس‌ئی‌ال مواجه می‌شدیم، به آن معنا بود که موتور آن خودرو ۳۵۰۰ سی‌سی حجم دارد، کلاس-اس است، از سیستم سوخت رسانی انژکتوری بهره می‌برد (Enjection)، و دارای اتاق کشیده تر است (Long wheelbase).
اما در ادامه تولید خودروهای کلاس-اس، در سال ۱۹۹۳ تغییری در نحوه نام‌گذاری تیپ‌ها پدیدار شد؛ به این صورت که موقعیت قرارگیری حروف از پسوند به پیشوند تغییر پیدا کرد؛ مثلاً اگر نام مدلی ۳۰۰اس‌ئی بود به اس۳۰۰ تغییر پیدا کرد؛ حرف ئی از نام تیپ‌ها حذف شد و حرف ال که به معنای اتاق کشیده‌تر بود هم بعد از اعداد قرار گرفت.
در سال‌های بعد و به‌خصوص در ۲۰ سال گذشته نام‌گذاری مدل‌های کلاس-اس بر مبنای حجم دقیق پیشرانه نبوده و بیشتر نشانگر تیپ ضعیف یا قوی‌تر است. همین‌طور پسوندهای سی‌دی‌آی و دی (به معنای دیزلی)، اچ و ئی (نشانگر قوای محرکه هایبرید و برقی) هم در کنار نام‌های کلاس-اس دیده می‌شود. همین‌طور نشان‌هایی مانند توربودیزل، ۴ماتیک، آام‌گ و مایباخ هم در گوشه دیگر در صندوق به چشم خورده‌است.